# David Langford
David Langford (Newport, Monmouthshire, 10 de abril de 1953) es un escritor y crítico literario de ciencia ficción británico; además, es el publicador del newsletter Ansible. Ganó el Premio Hugo al mejor relato corto en 2001 con Different Kinds of Darkness; además, ha recibido 19 Hugos al mejor escritor aficionado y 6 para Ansible al mejor fanzine.
Su primer trabajo fue como físico en el Atomic Weapons Establishment, que más tarde parodiaría en The Establishment Leaky. 

## Obras selectas
Novela
- An Account of a Meeting with Denizens of Another World 1871 (1980) como William Robert Loosley
- The Space Eater (1982)
- The Leaky Establishment (1984)
- Earthdoom! (1987) con John Grant; apareció también como Earthdoom (1987)
- Guts: A Comedy of Manners (2005)

Colecciones
- Platen Stories (1987)
- The Dragonhiker's Guide to Battlefield Covenant at Dune's Edge: Odyssey Two (1988)
- Irrational Numbers (1994)
- Pieces of Langford (1998), como Dave Langford
- He Do the Time Police in Different Voices'' (2003)
- Different Kinds of Darkness (2004)

No ficción
- War in 2080: The Future of Military Technology (1979)
- The Science in Science Fiction (1982), con Peter Nicholls y Brian Stableford
- The Transatlantic Hearing Aid (1985), como Dave Langford
- The Third Millennium: A History of the World AD 2000-3000 (1985) con Brian Stableford
- Let's Hear It for the Deaf Man (1992)
- The Silence of the Langford (1996), como Dave Langford
- Josh Kirby: A Cosmic Cornucopia (1999)
- The Complete Critical Assembly (2002)
- Up Through an Empty House of Stars (2003)
- The SEX Column And Other Misprints (2005)
- The End of Harry Potter? (2006)
- The Limbo Files: Writing, Freelancing and the Amstrad PCW (2009)
- Starcombing (2009)